# Мескер-Юрт
Мескер-Юрт (рос. Мескер-Юрт) — село у Шалінському районі Чечні Російської Федерації.
Населення становить 12 077 осіб (2019). Входить до складу муніципального утворення Мескер-Юртовське сільське поселення.

## Історія
Згідно із законом від 20 лютого 2009 року органом місцевого самоврядування є Мескер-Юртовське сільське поселення.

## Населення
| 1979    | 1990    | 2002    | 2010    | 2012    | 2013    | 2014    |
| ------- | ------- | ------- | ------- | ------- | ------- | ------- |
| 5182    | ↗6605   | ↗11 123 | ↘10 368 | ↗10 663 | ↗10 843 | ↗11 057 |
| 2015    | 2016    | 2017    | 2018    | 2019    |         |         |
| ↗11 362 | ↗11 599 | ↗11 764 | ↗11 917 | ↗12 077 |         |         |